# Nederländska koloniseringen av Amerika
Under 1600-talet började nederländska handelsmän etablera handelsstationer och plantage runt om i Amerika. Egentlig kolonisering, med nederländare som slog sig ner permanent i de nya länderna, skedde inte i samma utsträckning som hos de andra europeiska kolonialmakterna. De flesta av de nederländska bosättningarna hade övergetts vid 1600-talets slut, förutom Nederländska Antillerna och Aruba, som än idag tillhör Nederländerna, samt Surinam, som blev självständigt  1975.